# 上野橋
上野橋（かみのばし）とは、京都府京都市右京区と西京区間の桂川に架かる橋。京都府道132号太秦上桂線の道路橋である。

## 概要
- 車線数 - 両側2車線
- 歩道 - 両側に設置
- 街路灯 - あり

## 沿革
- 1886年 - 土橋の上野橋が架設される
- 1911年 - 近代的な上野橋が架設される。国や府の予算が対象外の村道であったため、上野村、上桂村が建設費を負担した。